# Nvidia Tegra

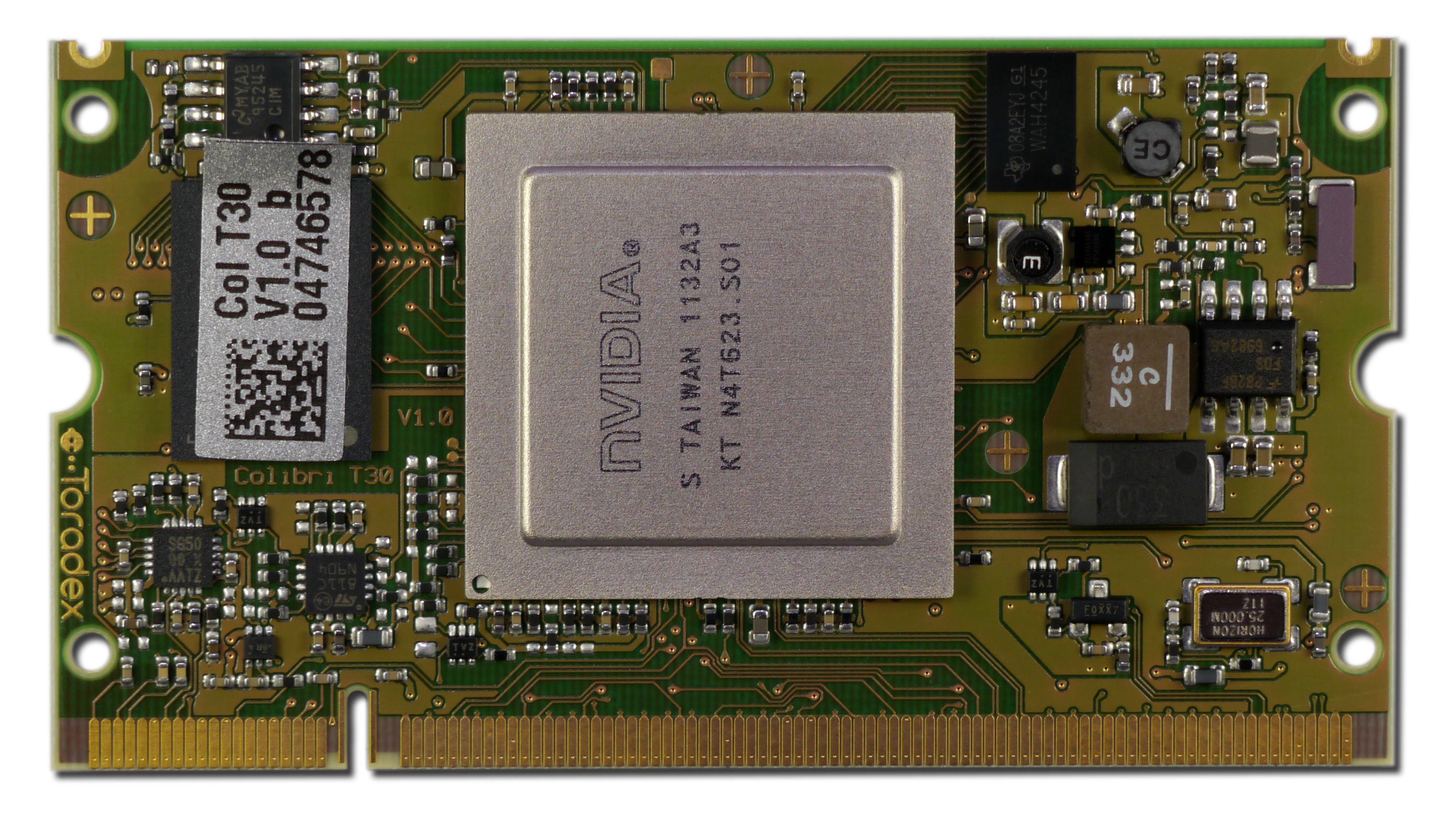
Colibri Tegra T3 computer module by Toradex, Switzerland

Nvidia Tegra je systém na čipu vyvinutý společností Nvidia používající procesory ARM pro mobilní zařízení, jako jsou například smartphony, PDA a MID. Tegra je "počítač na čipu", který integruje CPU, GPU, severní můstek, jižní můstek a řadič paměti do jediného balení.
Mezi první oznámené modely byly Tegra APX 2500, Tegra APX 2600, Tegra 600 a Tegra 650. APX 2500 byl poprvé oznámen dne 12. února 2008, APX 2600 byl ohlášen v únoru 2009. Série APX byla určená pro použití ve smartphonech, řada 600 a 650 pro smartbooky a MID zařízení. Mezi první výrobky užívající Tegru patřil například přehrávač Zune HD, Samsung M1 či Microsoft Kin.
Dne 9. září 2008, společnosti Nvidia a Opera Software oznámily, že vytvoří verzi prohlížeče Opera 9.5 optimalizovanou pro Tegru s Windows Mobile a Windows CE.
Na kongresu Mobile World Congress 2009 byl společností Nvidia představen port systému Android pro Tegru.
7. ledna 2010 společnost Nvidia představila na kongresu Consumer Electronics Show Tegru 2, hlavním podporovaným systémem byl stále Android.
15. února 2011 Nvidia představila na kongresu Mobile World Congress nástupce s kódovým názvem Kal-El, později přejmenovaného na Tegra 3.

## Specifikace

### CPU
Veškeré Tegra produkty využívají ARM11TM MPCoreTM multicore CPU zajišťující taktovací frekvenci až 700MHz například na Tegra 600, na Tegra 650 až 800MHz a na novějším modelu Tegra 4i s 4-jádrovým procesorem Cortex-A9 r4 až 2.3 GHz.  

#### NVIDIA heterogenní multi-procesor
Tegra vyvinula multi-procesor, který se skládal z 8 nezávislých procesorů. Každý jeden z těchto procesorů, má svou specifickou funkci, účel, jedinečné vlastnosti a možnost fungovat samostatně. To dovoluje spouštět procesory jednotlivě v závislosti na konkrétní potřebě, a to s cílem dosáhnout co nejvyššího výkonu a co nejmenší spotřeby energie. 
- Grafický procesor (GPU) - Tento plně programovatelný (CUDA), 192 jádrový procesor obstarává plynulý chod 3D grafiky a náročnějších videoher. [9] [10]

- Dvoujádrový ARM Cortex A9 CPU – Zajištuje elementární výpočty pro plynulejší prohlížení webových stránek a rychlejší odezvu na stránkách používající programovací jazyk Java. [9]

- Procesor pro dekódování videa – Používá algoritmy pro dekódování videa, provádí IDCT (Inverse Discrete Cosine Transform), což se ukázalo, že dokáže ušetřit až 5% EPF (Energy per frame = energie na snímek), dekódování proměnné délky (VLD) jako například Huffmanovo kódování (VLC) a barevného prostoru (CSC) a tím plynulé přehrávání videa ve vysokém rozlišení až 1080p. Toto dekódování je schopno pracovat s video standarty jako H.264, VP8. [9] [10]

- Procesor pro enkódování HD videa – Jeho funkcí je enkódování videa v 1080p HD kvalitě pro streamování, nahrávání videa a videokonference. [9] Nvidia Tegra využívá hardwarový video enkodér NVENC, který je součástí sady API CodecSDK pro hardwarové video enkódování a dekódování.[11] [12]

- Procesor pro zpracování obrazového signálu (ISP) - Zajišťuje vyvážení bílé, HDR obraz, ostré hrany obrazu, redukci šumu a vylepšení fotografií v reálném čase. [9]

- Audio procesor – Určen pro zpracování analogového signálu audia. Dokáže nepřerušovaně přehrávat 28kbps mp3 audio až 140 hodin na jedno nabití akumulátoru u většiny zařízení. [9]

- ARM7 procesor – zajišťuje správu systému a napomáhá prodloužení životnosti baterie. [9]

## Generace

### První generace

#### Tegra APX 2500
- Procesor: ARM11 600 MHz MPCore (původně Geforce ULV)
- Paměť: NAND flash, DDR Mobile nebo NOR
- Grafika: Image Procesor [FWVGA 864 * 480 pixelů]
  - Podpora fotoaparátů s rozlišením až 12 Mpixelů
  - LCD řadič podporuje rozlišení až 1280x1050
- Úložiště: IDE pro SSD
- Video kodeky: Dekódování až 720p H.264 & VC-1
- GeForce ULV zahrnuje podporu OpenGL ES 2.0, Direct3D Mobile, a programovatelné shadery
- Výstup: HDMI, VGA, kompozitní, S-Video, stereo jack, USB
- USB On-the-Go

#### Tegra APX 2600
- Zvýšená NAND flash paměť

#### Tegra 600
- Cílená pro segment GPS a automobily
- Procesor: ARM11 650 MHz MPCore
- Paměť: DDR s nízkým odběrem (166 MHz)
- SXGA, HDMI, USB, stereo jack
- HD kamera 720 p

#### Tegra 650
- Cílená pro kapesních zařízení a notebooky
- Procesor: ARM11 750 MHz MPCore
- Paměť: DDR s nízkým odběrem (200 MHz)
- Funkce pro zpracování HD obrazu pro pokročilé digitální fotoaparáty a videokamery
- Displej: podpora 1080p/24 HDMI v1.3, WSXGA + LCD a CRT, a NTSC / PAL TV-Out
- Přímá podpora WiFi, disků, klávesnic, myší a dalších periferií

### Tegra 2

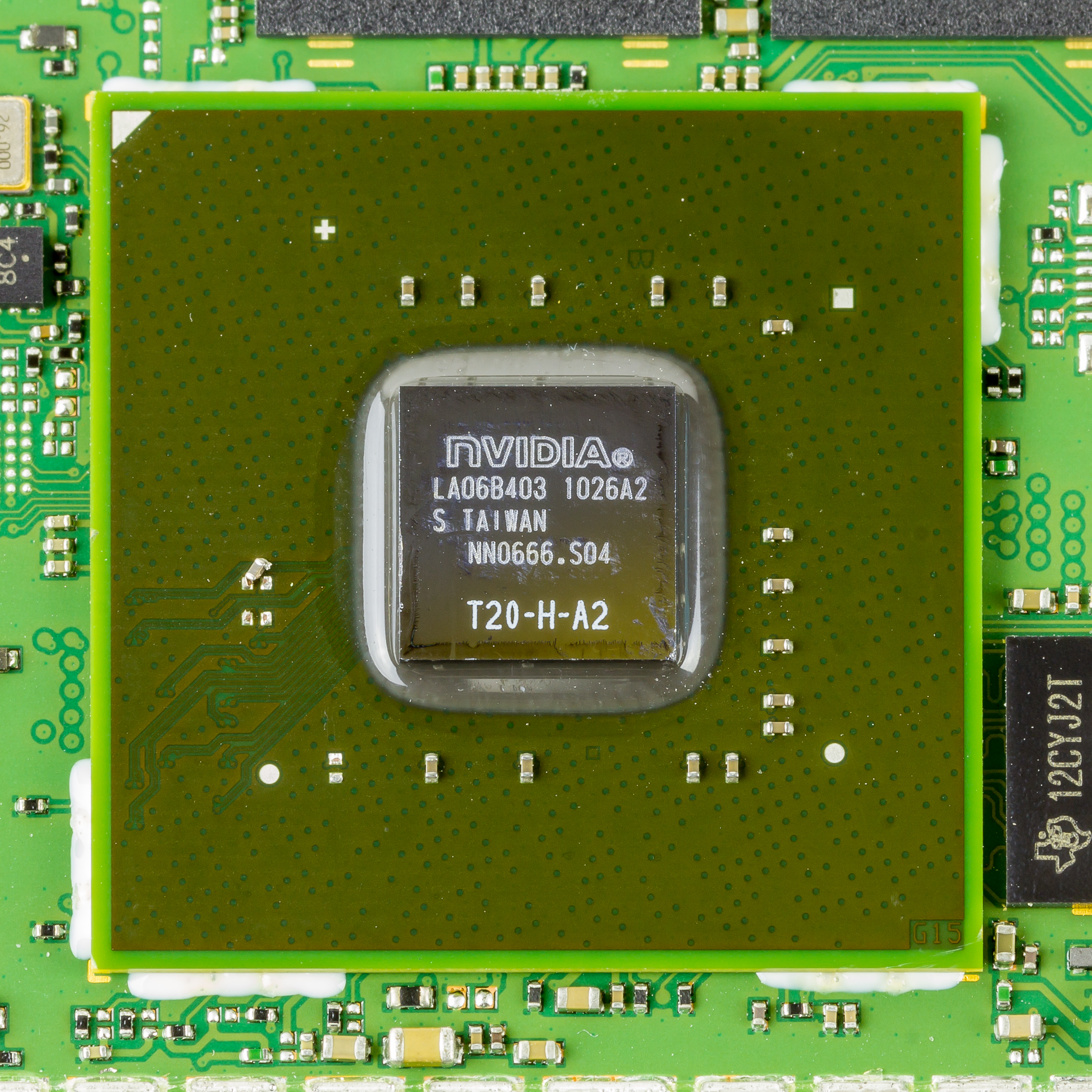
nvidia Tegra 2 T20

Druhá generace Tegry byla tvořená procesorem s dvojicí jader architektury ARM Cortex-A9 MPCore (nicméně bez podpory pokročilých SIMD instrukcí - NEON), vysoce úsporným (Ultra Low Power - ULP) GPU GeForce GPU se 4 pixel shadery a 4 vertex shadery, 32bitovým jednokanálovým paměťovým řadičem s podporou jak pamětí LPDDR2-600 tak i DDR2-667, dále s 32KB/32KB L1 cache pro každé jádro a sdílenou 1MB L2 cache. Taktéž existuje veze s podporou 3D displejů, která disponuje výše taktovaným CPU a GPU.
| Číslo modelu              | Výrobní proces | Instrukční sada | CPU                               | GPU                 | Paměťová technologie                                                               | Dostupnost | Použito v |
| ------------------------- | -------------- | --------------- | --------------------------------- | ------------------- | ---------------------------------------------------------------------------------- | ---------- | --- |
| Tegra 250 AP20H (Ventana) | 40 nm          | ARMv7           | 1 GHz Dvoujádrový ARM Cortex-A9   | ULP GeForce 300 MHz | 32bitová jednokanálová 300 MHz LPDDR2 (2.4 GB/sec) nebo 333 MHz DDR2 (2.66 GB/sec) | Q1 2010    | Motorola Atrix 4G, Motorola Droid X2, Motorola Photon,LG Optimus 2X / LG Optimus Dual P990 / Optimus 2x SU660 (?), Samsung Galaxy R, Samsung Captivate Glide, ZTE Mimosa X, Micromax Superfone A85, T-Mobile G2X P999, Acer Iconia Tab A100, A200 and A500, LG Optimus Pad, Motorola Xoom,Sony Tablet S, Dell Streak 7, Dell Streak Pro, Asus Slider, Toshiba Thrive tablet, T-Mobile G-Slate |
| Tegra 250 T20 (Harmony)   | 40 nm          | ARMv7           | 1 GHz Dvoujádrový ARM Cortex-A9   | ULP GeForce 333 MHz | 32bitová jednokanálová 300 MHz LPDDR2 (2.4 GB/sec) or 333 MHz DDR2 (2.66 GB/sec)   | Q1 2010    | Avionic Design [ Tamonten] Processor Board, Exper EasyPad, Notion Ink Adam tablet, Olivetti OliPad 100, Point of View Mobii 10.1, ViewSonic G Tablet, , [ ViewSonic ViewPad 10s], ASUS Eee Pad Transformer, Samsung Galaxy Tab 10.1 AC100, Toshiba Folio 100, Advent Vega, [ Hannspree Hannspad], Aigo n700, CompuLab Trim-Slice nettop, E-Noa Interpad, Malata Tablet Zpad, MSI tablet, Toradex Colibri Tegra 2, [ Lenovo IdeaPad Tablet K1], [ Lenovo ThinkPad Tablet], Velocity Micro Cruz Tablet L510, [ Zyrex Onepad SP1110], [ Zyrex Onepad SP1113G]. |
| Tegra 250 3D AP25         | 40 nm          | ARMv7           | 1.2 GHz Dvoujádrový ARM Cortex-A9 | ULP GeForce 400 MHz | 32bitová jednokanálová 300 MHz LPDDR2 (2.4 GB/sec) or 333 MHz DDR2 (2.66 GB/sec)   | Q1 2011    | Fusion Garage Grid 10 |
| Tegra 250 3D T25          | 40 nm          | ARMv7           | 1.2 GHz Dvoujádrový ARM Cortex-A9 | ULP GeForce 400 MHz | 32bitová jednokanálová 300 MHz LPDDR2 (2.4 GB/sec) or 333 MHz DDR2 (2.66 GB/sec)   | Q1 2011    | |

### Tegra 3
Tegra 3 (kódový název "Kal-El") je v zásadě SoC se čtyřjádrovým CPU, které navíc obsahuje páté doprovodné jádro. Stejně jako hlavní jádra je taktéž architektury Cortex-A9, ale je vyráběné speciálním procesem, díky kterému při nízkých frekvencích jádra vyžaduje mnohem méně energie, nicméně neškáluje příliš dobře při vysokých frekvencích - tudíž běží na frekvenci pouhých 500Mhz. Jeho účelem je snížení energetických nároků při provozu nenáročném na výkon procesoru, například během pohotovostního stavu. Tegra 3 oproti předchůdci již podporuje SIMD instrukce. GPU v Tegře 3 je evolucí GPU v Tegře 2 GPU, s dvojnásobkem jednotek pixel shaderů (8 oproti 4) a vyšší taktovací frekvencí. Zvládá výstup do rozlišení 2560×1600 a podporuje dekódování kodeků MPEG-4 AVC/h.264, VC1-AP a DivX 5/6 až do rozlišení 1080p. Tegra 3 byla vypuštěna na trh 9. listopadu 2011.
| Číslo modelu | Výrobní proces    | Instrukční sada | CPU                                                                      | CPU Cache                                          | GPU                 | Paměťová technologie                                                               | Dostupnost | Použito v |
| ------------ | ----------------- | --------------- | ------------------------------------------------------------------------ | -------------------------------------------------- | ------------------- | ---------------------------------------------------------------------------------- | ---------- | --- |
| Tegra 3 T30L | 40 nm LPG od TSMC | ARMv7           | 1.2 GHz čtyřjádrový ARM Cortex-A9 (až do 1.3 GHz v režimu jednoho jádra) | L1: 32 KB pro instrukce + 32 KB pro data, L2: 1 MB | 416 MHz ULP GeForce | 32bitová jednokanálová 667 MHz DDR3 (5.34 GB/sec)                                  | Q1 2012    | Asus Transformer Pad TF300T, Nexus 7, Sony Xperia Tablet S, Acer Iconia Tab A210 |
| Tegra 3 T30  | 40 nm LPG od TSMC | ARMv7           | 1.4 GHz čtyřjádrový ARM Cortex-A9 (až do 1.5 GHz v režimu jednoho jádra) | L1: 32 KB pro instrukce + 32 KB pro data, L2: 1 MB | 520 MHz ULP GeForce | 32bitová jednokanálová 533 MHz LPDDR2 (4.26 GB/sec) nebo 750 MHz DDR3-L (6 GB/sec) | Q4 2011    | Asus Eee Pad Transformer Prime, IdeaTab K2 / LePad K2, Acer Iconia Tab A510, Acer Iconia Tab A700, LG Optimus 4X HD, HTC One X, ZTE Era, ZTE PF 100, ZTE T98, Toshiba AT270, Toshiba AT300 (Excite 10), Asus VivoTab RT, Fuhu Inc. nabi 2 Tablet, Tesla Model S, Kungfu K3, Goophone I5 , Olivetti Olipad 3, Microsoft Surface, Lenovo IdeaPad Yoga 11 |
| Tegra 3 T33  | 40 nm LPG by TSMC | ARMv7           | 1.6 GHz čtyřjádrový ARM Cortex-A9 (až do 1.7 GHz v režimu jednoho jádra) | L1: 32 KB pro instrukce + 32 KB pro data, L2: 1 MB | 520 MHz ULP GeForce | 32bitová jednokanálová 800 MHz DDR3 (6.4 GB/sec)                                   | Q2 2012    | Asus Transformer Pad Infinity (TF700T), Fujitsu Arrows X F-10D, Ouya, HTC One X+ |

## Zařízení využívající čip NVIDIA Tegra
NVIDIA Tegra čip byl původně využíván hlavně na chytrých mobilních zařízeních. Dnes z tohoto již sešlo, ale využívá se u zařízení jako například NVIDIA Shield, Google Pixel C, nebo u herní konzole Nintendo Switch. S vzestupem AI se NVIDIA čipy začaly využívat právě v oblasti umělé inteligence.  